# 低危険種
低危険種（ていきけんしゅ、Least Concern、LC）は、IUCNで定められた保全状況の1つで、生息状況の評価が行われたが、他のどのカテゴリにも該当しない種（または亜種以下）が低危険種に分類される。つまり低危険種とされた種は、絶滅のおそれもなく、近い将来絶滅に瀕する見込みが低い種である。
まだ保全状況が評価されていない種については、生息状況の評価が行われるまでは低危険種とはされず、未評価 (Not Evaluated) とされる。つまり、低危険種に分類されるには、個体群の分布調査や絶滅リスクの評価といった、生息状況を適切に評価できる情報が必要となる。
公益財団法人世界自然保護基金(WWF)ジャパンは、Least concernの呼称を「低危険種」としている。

## 概要
2001年に公開されたIUCNのレッドリスト (ver. 3.1) から、このカテゴリーはLCと略されるようになった。しかし、低危険種とされる分類群のうちの約20%（2006年現在：15636分類群中3261分類群）については、IUCNのデータベースではLR/lcと表記されている。2001年以前は、低危険種は低リスク (Lower Risk) というカテゴリのサブカテゴリであったため、2001年以前に保全状況が評価された種で、再度保全状況が評価されていない種については、2000年以前の評価に基づくランクのままになっており、LR/lcまたは (lc) と記載されているのである。
2006年の時点で、低危険種に分類された動物は14033種（アオガエル科の新種1種を含む）で、それに加えて101の亜種がリストアップされている。また植物は約1500分類群（1410種、55亜種、35変種）が低危険種とされている。また、アブラツノザメの2つの亜集団が低危険種とされている。菌類と原生生物については、2006年現在4種が保全状況を評価されているが、低危険種にカテゴライズされた種はない。なお、2008年のIUCNレッドリストにおいては、更に多い17675の分類群（評価が行われた分類群の39%）が低危険種に分類されている。スズメ、カワラバト、ハツカネズミなど身近な種が低危険種と評価されているほかに、ヒトもこのカテゴリに該当する。

## 他のレッドリストにおける分類
- カナダに本拠を置く種の状況の審査を行う「絶滅のおそれのある野生生物に関する委員会（英語版）」(COSEWIC)[注釈 1] で作成された絶滅危惧種リスト (Wildlife Species) では、現在のところ絶滅の危機に瀕していない種については、非危惧種 (Not At Risk, NAR) というカテゴリに分類している。
- NatureServe (en) のレッドリストにおけるランクでは、「広範囲に多数の個体群が安定して生息している」種を、Secure (G5) というカテゴリに分類している。
- WWFでは、低危険種に該当するカテゴリとして、relatively stable/relatively intact (RS) というカテゴリを定めている。
- 日本の環境省が定めたレッドデータブックや、アメリカ合衆国の絶滅の危機に瀕する種の保存に関する法律で作成されたレッドリストでは、低危険種に該当するカテゴリーはなく、絶滅のリスクがない種についてはリストに掲載されていない。